# Kirche von Habo

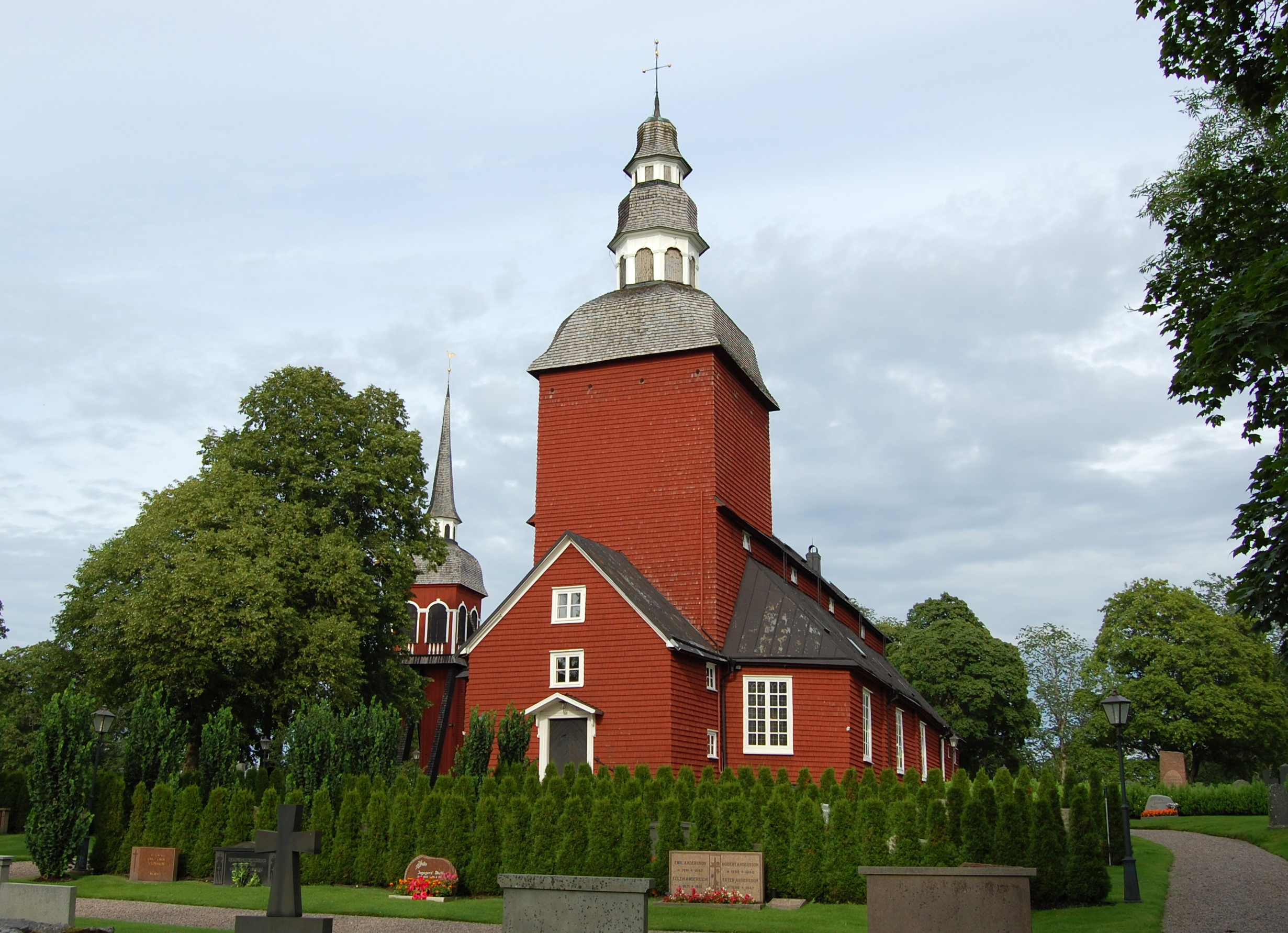
Kirche von Habo

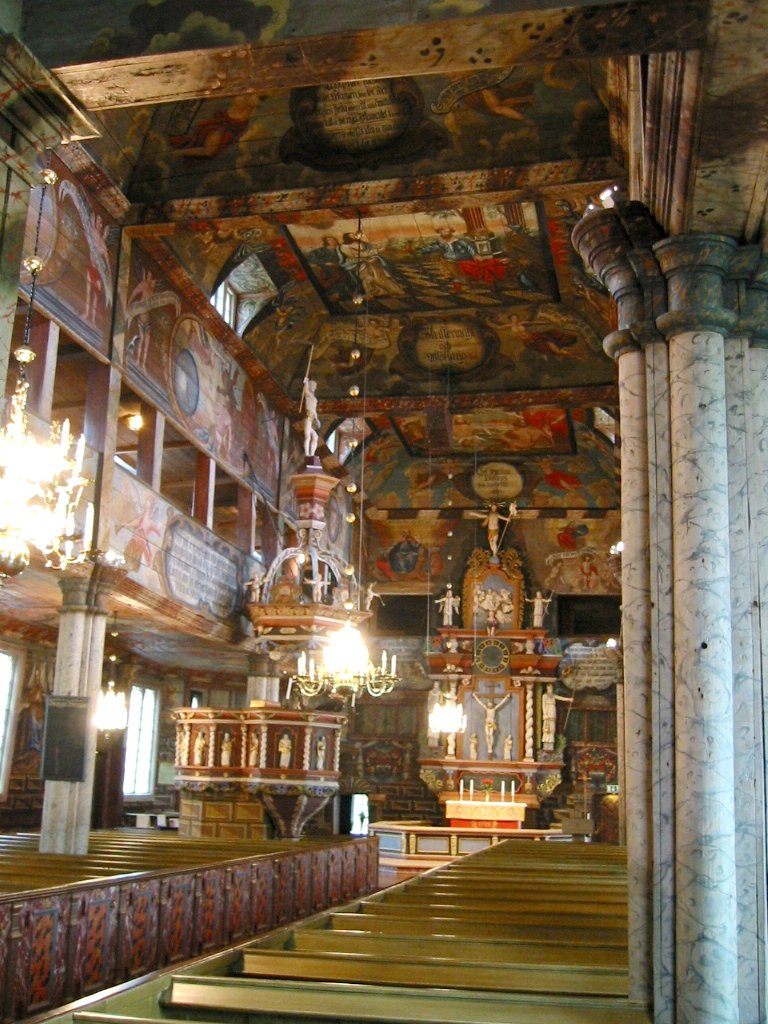
Innenansicht, 2004

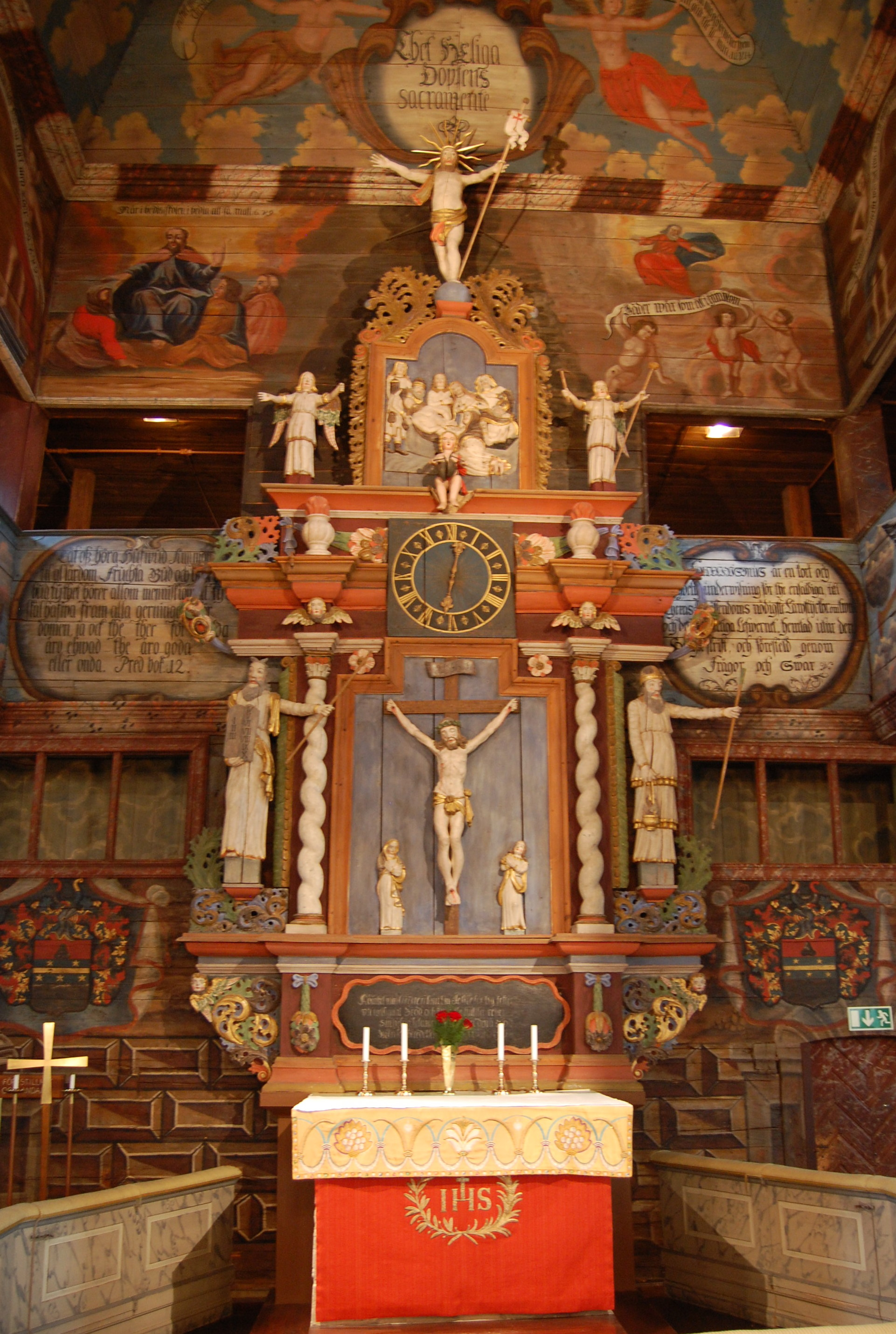
Altar mit im Altarbild eingearbeiteter Uhr

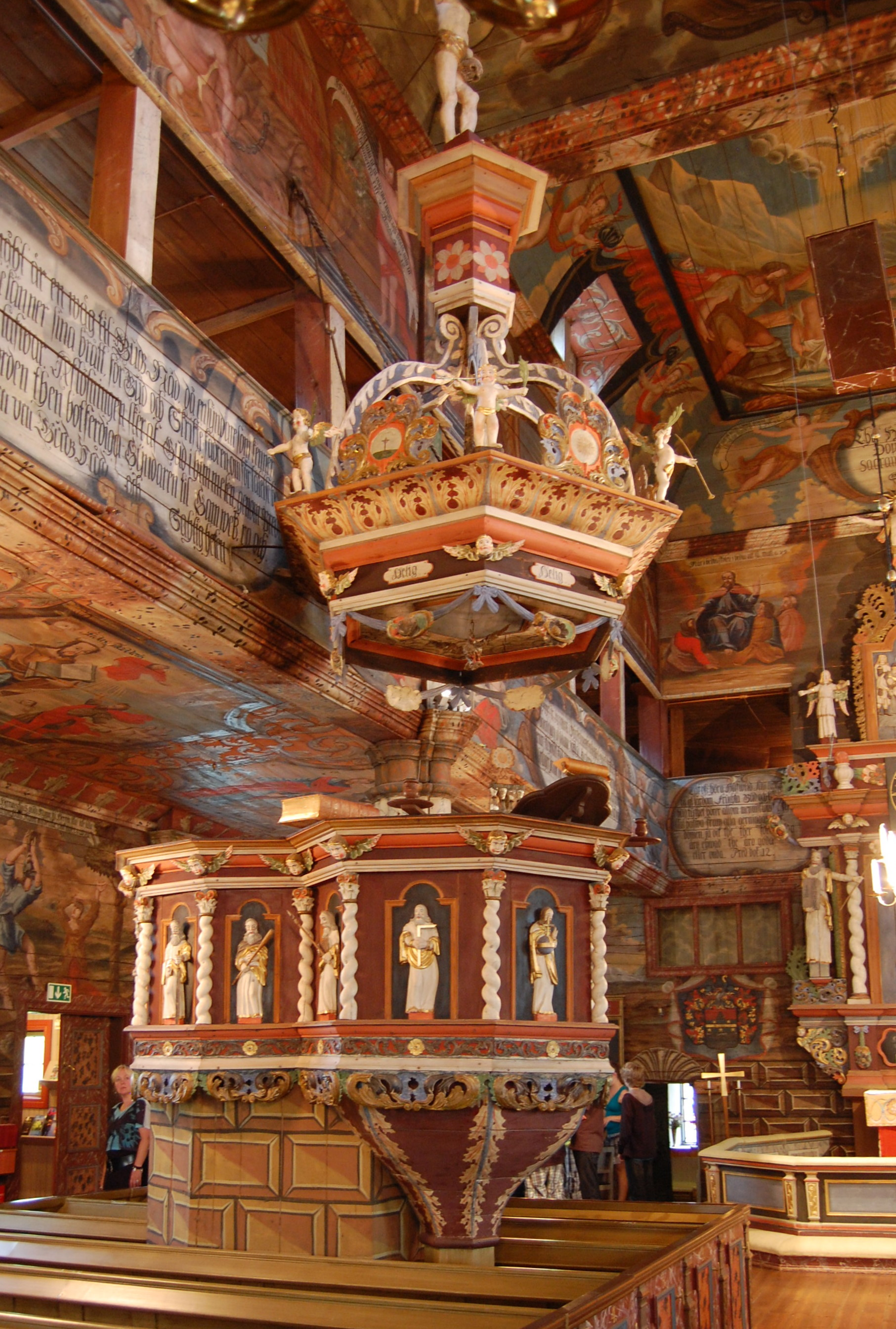
Kanzel

Die Kirche von Habo ist eine zur Schwedischen Kirche gehörende Kirche im schwedischen Habo in Småland. Die in Form einer Basilika errichtete Holzkirche ist bekannt für ihre umfangreiche Ausgestaltung mit Wand- und Deckengemälden. Sie liegt etwa fünf Kilometer südwestlich des Ortes.

## Architektur und Geschichte

### Mittelalter
Eine erste Kirche wurde in Habo vermutlich im 12. Jahrhundert gebaut, nachdem bereits im 11. Jahrhundert Missionare in die Region kamen. Das aus Sandstein gefertigte Taufbecken wird in das 13. Jahrhundert datiert. Auch der aus dem 14. Jahrhundert stammende Altar ist deutlich älter als viele Teile der Kirchenausstattung. Bei einem Umbau im Jahr 1716 wurde im Altar ein Reliquienschrein gefunden. Darin befand sich ein Pergament mit der Notiz, dass Bischof Sigge den Altar in der Mitte des 14. Jahrhunderts geweiht hat. Ältester Bauteil der Kirche ist die mittelalterliche Sakristei, zugleich der einzige in Stein ausgeführte Bauteil. Hier befinden sich noch weitere aus dem Mittelalter stammende Gegenstände, darunter zehn hölzerne Heiligenbilder und die eiserne Tür zur Sakristei. Bemerkenswert ist eine große aus Holz gefertigte Skulptur von dem ein Lamm haltenden Johannes dem Täufer, die im 13. Jahrhundert entstand. Weitere kleinere Figuren stammen aus dem 15. Jahrhundert und gehörten zum ehemaligen Altarbild.
Es gab mehrere Umbauten der Kirche. An eine alte Langkirche wurden seitliche Anbauten hinzugefügt, so dass eine Kreuzkirche entstand. So wird die Kirche von Habo auf einem Siegel aus dem Jahr 1622 dargestellt. Danach hatte die Kirche neben einem großen Kirchturm auch zwei kleine Türme auf den Seiten. 1680 erfolgte ein weiterer Umbau, bei dem die Kirche nach Westen erweitert wurde.

### Umbau des Jahres 1723
Im Jahr 1704 wurde der Propst Martinus Seth Pfarrer an der Kirche. Der bautechnisch Interessierte warb dafür die Kirche erneut umzubauen. Vermutlich fertigte er auch selbst Bauzeichnungen an. Er stieß mit seinem Vorschlag auf Widerstände, da der Bau von den Gemeindemitgliedern erhebliche Aufwendungen verlangte, konnte sich jedoch letztendlich durchsetzen. 1723 erhielt die Kirche von Habo durch diesen Umbau ihre heutige Gestalt. Ungewöhnlicherweise wurde die Kirche in Form einer Kathedrale aber aus Holz gebaut. Wie eine Basilika verfügt die Kirche über ein hohes Mittelschiff und zwei niedrigere Seitenschiffe. Die Größe der Kirche orientierte sich an der mit 2000 Gemeindemitgliedern beachtlichen Größe der Gemeinde. Auf der linken Seite des Chors befindet sich eine an Martinus Seth erinnernde Gedenktafel. Für den Baumeister Sven Nilsson Swan gibt es eine entsprechende Tafel auf der rechten Seite.
Im Zuge des Umbaus erhielt die Kirche auch die heute noch vorhandene Kanzel. Die Kanzel wird von den zwölf Aposteln umstanden. In ihrer Mitte steht Jesus. Auf der Kanzel befindet sich die den Tod verkörpernde Figur des Sensenmannes, der allerdings tiefer steht als die Jesusfigur auf dem Altarbild. Kanzel und Altarbild wurden von Jonas Ullberg, einem Bildhauer aus Härja, geschaffen.
Auch das Altarbild mit der Darstellung der Kreuzigung Jesu, seines Begräbnis und der Auferstehung entstand 1723. Eine Figur des auferstandenen Jesus steht oben an der Altarwand mit einer Siegesfahne. Links und rechts des Altarbildes stehen Moses mit den Steintafeln und rechts mit einem grünenden Stab sein Bruder Aaron. Ungewöhnlich am Altarbild ist die später eingearbeitete Uhr. Sie entstand 1750 in Jönköping, ihr Uhrwerk erfüllt die Kirche beständig mit einem ruhigen Ticken. Immer zur vollen Stunde schlägt eine über der Uhr sitzende Figur eines Jungen mit einem Hammer auf zwei Halbkugeln. Die Uhr verfügt nur über einen Stundenzeiger.
In der Kirche saßen Frauen und Männer getrennt. Die Frauen saßen auf der linken Seite, der sogenannten Spinnseite und die Männer rechts, der Schwertseite. Die Gutsbesitzer nutzten die Herrschaftsstühle in den Logen links und rechts vom Altar und hatten auch einen gesonderten Eingang zur Kirche. Unterhalb der Orgel befindet sich die Fronbauernempore, die von den Kleinbauern am Pfarrhof genutzt wurde. Im Übrigen standen den Bauern und vor allem den Kleinbauern die hinteren Plätze zu. Mägde und Knechte saßen auf den Emporen.

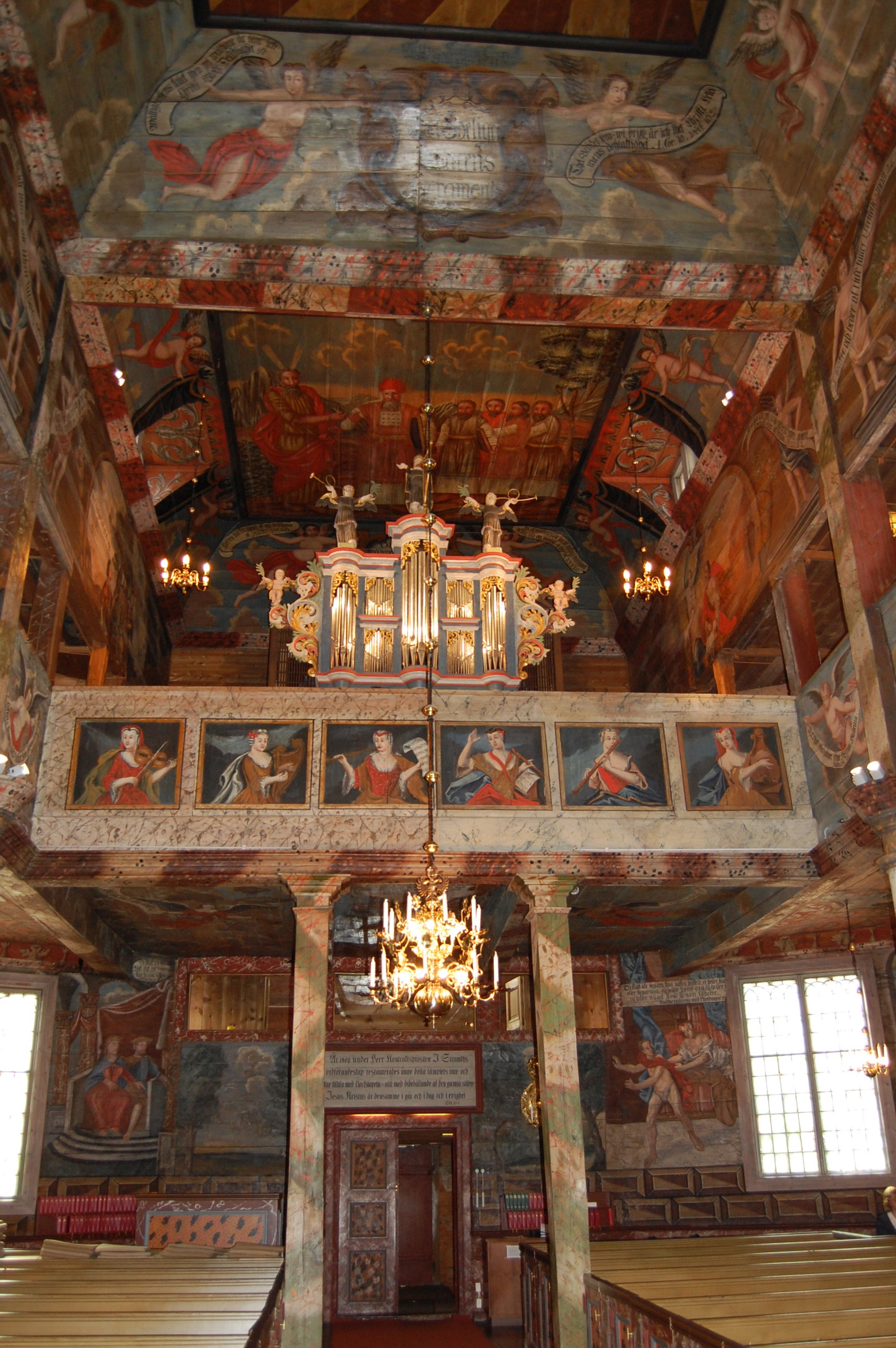
Orgel

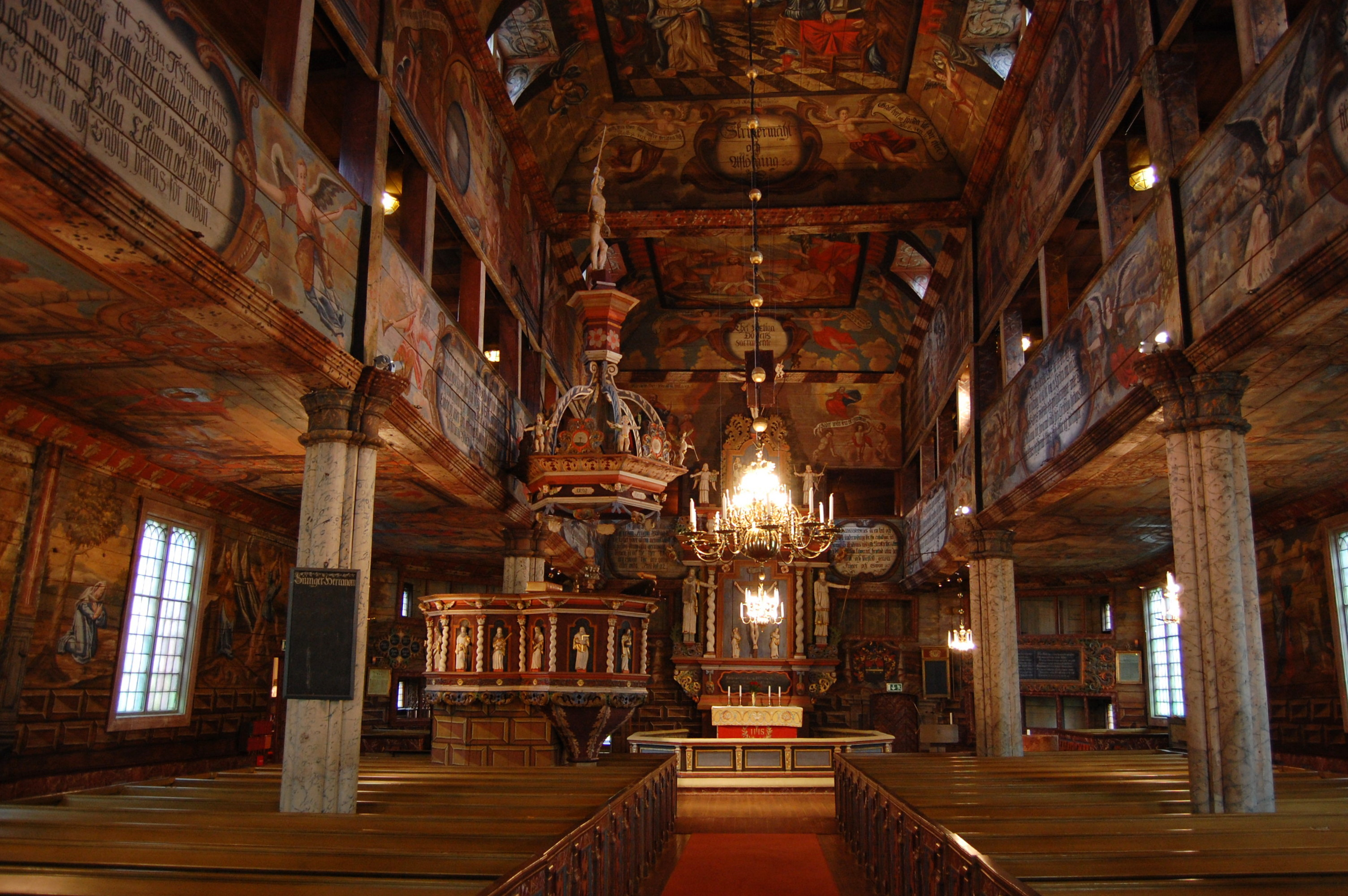
Innengestaltung, 2011

1736 schuf der Haboer Bildhauer Magnus Ullberg-Johansson den noch heute vorhandenen Orgelprospekt. Die damalige Orgel wurde dann von Johan Niclas Cahman geschaffen und hatte acht Stimmen. 1962 musste jedoch ein neues von Olof Hammarberg gebautes Orgelwerk angeschafft werden. Die restaurierten Pfeifen stammen jedoch noch von der Cahmanschen Orgel. Diese neue Orgel hat 16 Stimmen und ist im Stil des Barock ausgeführt.

### Ausgestaltung mit Malereien 1741 bis 1743
In den Jahren von 1741 bis 1743 erfolgte durch Johan Kinnerus und Johan Christian Peterson die noch heute erhaltene umfangreiche Ausmalung der Kirche. Die Darstellungen geben Luthers Katechismus wieder, der damals auswendig gelernt werden sollte. Die Bilder dienten als Unterstützung und waren vermutlich eine Idee des Pfarrers. Zum Teil sind auch schriftliche Erklärungen vorhanden. Bilder, die die Zehn Gebote thematisieren, befinden sich an den Seitenwänden, die geraden Gebote befinden sich links, die ungeraden rechts. Über den Emporen wird das Vaterunser dargestellt, links des Altars beginnend. Der Legende nach soll bei der Arbeit am Bild für die Textzeile Sondern erlöse uns von dem Übel dem Maler der Teufel erschienen sein. Das Bild befindet sich links der Kanzel sehr hoch oben unterhalb des Fensters. Der Teufel kletterte die Leiter zum Maler hinauf und beschwerte sich, dass er nicht so hässlich sei wie vom Maler dargestellt. Zur Strafe sollte der Maler noch hässlicher werden. Der Teufel soll daraufhin den Maler von der Leiter gestoßen haben, der sich dabei am Gesicht verletzt habe.
An den Decken der Emporen ist das Glaubensbekenntnis Thema, wobei auf jedem Bild ein Apostel zu sehen ist. Im Bereich der Orgel sind Damen dargestellt. Hierbei könnte es sich um die schwedische Königin Ulrika Eleonora handeln. Als Farben setzten die Maler Farben ein, die sie aus Metalloxiden sowie Pflanzen und Erden gewannen.
Neben den bereits erwähnten Gedenktafeln für Seth und Schwan wurden noch weitere Gedenktafeln angebracht. Unter der Darstellung des fünften Gebots befindet sich eine Gedenktafel für den Sieg über Russland in der Schlacht bei Narva im Jahr 1700. Ebenfalls an der rechten Seite unter dem dritten Gebot ist das Epitaph für den Bildhauer Magnus Ullberg-Johansson angebracht. Eine weitere Tafel, an der linken Seite befindlich, enthält eine Aufforderung von Friedrich I. und Ulrika Eleonora die Augsburger Konfession zu feiern.
Der mächtig erscheinende Kirchturm ist eher eine bauliche Verzierung und trägt keine Glocken. Für die Glocken wurde 1760 nordöstlich der Kirche ein eigener Glockenturm errichtet. Zwei große Glocken stammen, allerdings umgegossen, aus dem 16. Jahrhundert. Eine kleinere Glocke wurde 1760 in Jönköping gegossen.
Bereits 1776 wurde über erste Schäden an den Bildern berichtet. Weitere Schäden entstanden durch die Öfen, die in der Vergangenheit zur Heizung der Kirche dienten. Betroffen waren insbesondere die Bilder zum dritten und vierten Gebot.
1872 wurde eine Restaurierung der Kirche durchgeführt.
1908 erfolgte eine weitere Restaurierung der Kirche sowie eine Erneuerung der Bestuhlung, wobei die Türen der alten Kirchenbänke als Täfelung der Seitenwände genutzt wurden. Die Kirche bietet heute Platz für etwa 600 Besucher. Bei dieser Restaurierung wurde auch ein neues Taufbecken angeschafft. Das alte Taufbecken stand in einem Schuppen und geriet in Vergessenheit. Es diente lange als Mörser zum Anmischen roter Farbe. Erst 1951 wurde das alte Taufbecken wieder seinem ursprünglichen Zweck entsprechend genutzt. Noch heute sind an der Innenseite des Taufbeckens rote Farbspuren zu finden. 1912 erfolgte eine Restaurierung von Bildern.
1952 wurden wiederum Bilder ausgebessert, aber auch gereinigt und gesichert. Eine Übermalung der Bilder, wie in anderen Kirchen häufiger der Fall, ist in der Kirche von Habo nie erfolgt. Im Jahr 1981 wurde eine kleine ebenfalls von der Göteborger Orgelbaufirma Olof Hammarberg gebaute Orgel im Chor aufgestellt.